# Conistra haleae
Conistra haleae is een vlinder uit de familie uilen (Noctuidae). De wetenschappelijke naam is voor het eerst geldig gepubliceerd in 2010 door Fibiger & Top-Jensen.
De soort komt voor in Europa.